# Yankee Clipper (Automarke)
Unter der Automobilmarke Yankee Clipper wurden zwischen 1953 und 1954 von der US-amerikanischen Strassberger Motor Company in Menlo Park (Kalifornien) Fahrzeuge gebaut.

## Fahrzeuge
Das einzige Modell Yankee Clipper basierte auf dem zeitgenössischen Ford Crestline, dessen Fahrgestell auf 2565 mm Radstand verkürzt worden war. Darüber wurde eine GFK-Karosserie von Glasspar gestülpt, sodass ein Roadster mit zwei Türen und zwei Sitzplätzen entstand. Das Ergebnis sah dem Woodill recht ähnlich. Im Motorraum tat der obengesteuerte Ford-V8-Motor mit 3917 cm³ Hubraum Dienst und lieferte bei 4200 min−1 eine Leistung von 130 bhp (96 kW). Die Motorkraft wurde über ein manuelles Dreiganggetriebe (auf Wunsch: Fordomatic-Automatikgetriebe) an die Hinterräder weitergeleitet.
Das 860 kg schwere Auto kostete 3400 US-$.